# Czarodziejski okręt
Czarodziejski okręt – powieść przygodowa (robinsonada marynistyczna i fantastycznonaukowa) dla młodzieży Władysława Umińskiego z 1914 roku (w odcinkach; wydanie książkowe z 1916 roku).
Powieść opowiada o przygodach milionerki spędzającej urlop na bezludniej wyspie, i poszukującym jej małżonku, który wyrusza na wyprawę przy pomocy tytułowego, technologicznie zaawansowanego, okrętu.

## Historia wydań
Powieść była opublikowana najpierw w ilustrowanym magazynie Przyjaciel Młodzieży w latach 1914–1915 w odcinkach (nr 27-52 w 1914 i nr 1-28 w 1915 ), a następnie wydana jako książka w 1916 w wydawnictwie Gebethner i Wolff. Kolejne edycje miały miejsce w latach 1925 i 1933.

## Fabuła
Młoda amerykańska arystokratka i milionerka, znudzona cywilizacją, zamieszkuje na rzekomo bezludnej wyspie. Na jej poszukiwanie wyrusza jej mąż na tytułowym „czarodziejskim okręcie”, w rzeczywistości nie magicznym tylko bardzo nowoczesnym, wyposażonym w zaawansowane środki łączności i hydroplan.

## Analiza
Powieść jest zaliczana do gatunku robinsonad i literatury marynistycznej. Jak wiele innych utworów Umińskiego, książka ta jest też uważana za inspirowaną twórczością Julesa Verne’a, powtarzając jego pomysły takie, jak „mistyfikacji bezludnej wyspy i potraktowanie robinsonady w sposób groteskowy”. Powieść została określona jako "nietypowa" dla Umińskiego z powodu "lekkiej tonacji ironicznej oraz całkowitego braku jakichkolwiek wątków polskich".
Powieść można także zaliczyć do literatury fantastycznonaukowej z powodu opisania przez Umińskiego zaawansowanego bezprzewodowego telegrafu o zasięgu 5000 km i radia nazwanego przez niego "metatelefonem".
W 1953 Krystyna Kuliczkowska zauważyła, że w powieści są "akcenty ostrej krytyki" wymierzone w "rozkapryszoną milionerkę", aczkolwiek skrytykowała powieść za pozytywne przedstawienie jej męża. Uznała także za "wstrząsający" opis wypędzenia ludności wyspy, by "dać [milionerce] pole do samotnych polowań i rozmyślań".
Z późniejszej perspektywy powieść była krytykowana za „rasistowskie przedstawianie kolorowych tubylców z archipelagu Komorów”.
Jadwiga Ruszała zwraca uwagę na nietypowy wariant robinsonady - pobyt na bezludnej wyspie jest zwykle rezultatem przypadku i odbierany jako coś negatywnego; w tej powieści jednak jest to zaplanowana ucieczka od cywilizacji. Bohaterka-milonerka nie jest też zdana sama na siebie; trudniejsze bądź mniej przyjemne czynności wykonuje za nią załoga jej, pozostającego w pobliżu, okrętu.

## Odbiór
W 1925 recenzent Przeglądu Bibliotecznego pozytywnie ocenił książkę, pisząc „Książka pisana ze zwykłą autorowi swadą i łatwością, a ilustrowana bogato i pięknie”, a o autorze: „świetny popularyzator zdobyczy naukowych i wyborny opowiadacz przygód”.
Recenzent z 1957 roku zaliczył tę książkę do słabszych pozycji Umińskiego.
Mimo upływu czasu, w rozprawie naukowej z 2021 roku powieść była chwalona za wartką akcję i humor.